# Mollinedioideae
Mollinedioideae es una subfamilia de plantas de flores perteneciente a la familia Monimiaceae.

## Géneros
- - Tribu Hedycaryeae
    - Géneros: 
      - Decarydendron (3 especies, Madagascar)
      - Ephippiandra (8 especies, Madagascar)
      - Tambourissa (unas 50 especies, Madagascar y las Mascareñas)
      - Hedycarya (11 especies,  Nueva Caledonia, Nueva Zelandia, Australia a Fiyi)
      - Kibaropsis (1 especies, Nueva Caledonia)
      - Levieria (9 especies, Queensland, Nueva Guinea a Célebes)
      - Xymalos (1-3 especies en África, a 900-2700 m s. n. m. desde Sudán a Sudáfrica.

  - Tribu Mollinedieae
    -       - Faika
      - Kairoa
      - Kibara
      - Macropeplus
      - Matthaea
      - Mollinedia
      - Parakibara
      - Steganthera
      - Tetrasynandra
      - Wilkiea

  - Tribu Hennecartieae
    -       - Hennecartia